# S̲
Cette page contient des caractères spéciaux ou non latins. S’ils s’affichent mal (▯, ?, etc.), consultez la page d’aide Unicode.
S̲, ou S trait souscrit ou S souligné, est un graphème utilisé dans l’écriture du dakelh ou de l’oneida. Il s’agit de la lettre S diacritée d'un trait souscrit ; trait qui peut s'associer à celui que peut comporter la lettre précédente ou suivante comme si elles étaient soulignées d'un seul trait. Il n’est pas à confondre avec le S̱, S macron souscrit.

## Utilisation
En oneida, le S souligné est utilisé dans les syllabes murmurées soulignées en fin de mots.

## Représentations informatiques
- Unicode (commandes C0 et latin de base, diacritiques) :

| formes    | représentations | chaînes de caractères | points de code | descriptions                                         |
| --------- | --------------- | --------------------- | -------------- | ---------------------------------------------------- |
| capitale  | S̲               | S◌̲                    | U+0053 U+0332  | lettre majuscule latine s diacritique trait souscrit |
| minuscule | s̲               | s◌̲                    | U+0073 U+0332  | lettre minuscule latine s diacritique trait souscrit |

## Sources
- (en) Clifford Abbott, « Oneida teaching grammar », 2006